# Brian Holm
Brian Holm Sørensen, nacido el 2 de octubre de 1962 en Kastrup, es un antiguo ciclista danés y actualmente es director deportivo del equipo belga Etixx-Quick Step

## Biografía
Brian Holm fue ciclista profesional de 1986 a 1998.
Después de su carrera profesional, en 1998, realizó diversas funciones en la Federación danesa de ciclismo. En 2003, es nombrado director deportivo adjunto del equipo Telekom. En febrero de 2004, se le diagnostica un cáncer de intestino. En 2007, su puesto de director deportivo adjunto en el equipo T-Mobile le es devuelto. Con la retirada del patrocinio de T-Mobile, este equipo se convierte en americano y su nombre cambia varias veces en los siguientes años: Columbia, después HTC-Columbia, y HTC-Highroad. A final del año 2011, al no tener patrocinador el equipo desapareció. Brian Holm, es entonces fichado por el equipo belga Omega Pharma-Quick Step como director deportivo.
Su hermano menor Claus Michael fue profesional en 1999 y 2000 y después de nuevo en 2012 donde forma parte del equipo JJensen.

## Palmarés
1983
- 1 etapa de la Vuelta a Suecia
- Dúo Normando (con Jack Olsen)

1984
- Gran Premio Villa de Lillers

1986
- Circuito de la Frontera

1990
- Campeonato de Dinamarca en Ruta
- Campeonato de Dinamarca Contrarreloj
- 1 etapa del Tour d'Armorique

1991
- París-Camembert
- París-Bruselas

1995
- 2.º en el Campeonato de Dinamarca en Ruta

1998
- 1 etapa de la Vuelta a Dinamarca

## Resultados en las grandes vueltas

### Tour de Francia
- 1987 : 110.º
- 1989 : 109.º
- 1990 : 60.º
- 1991 : 124.º
- 1992 : 76.º
- 1993 : 77.º
- 1996 : 107.º